# Paralophia quadrinodosa
Paralophia quadrinodosa là một loài bọ cánh cứng trong họ Cerambycidae.